# Década de 260
Séculos: Século II - Século III - Século IV
Decadas: 210 220 230 240 250 - 260 - 270 280 290 300 310
Anos: 260 261 262 263 264 265 266 267 268 269